# Intrefier
Intrefierul este o mică întrerupere a unui circuit magnetic. În general se realizează sub forma unei tăieturi într-un miez magnetic. Este folosită pentru a putea transfera câmpul magnetic din circuitul magnetic către exterior, sau pentru a limita valoarea maximă a câmpului magnetic.